# Joya de la Pita
Joya de la Pita är en ort i Mexiko.   Den ligger i kommunen Tierra Blanca och delstaten Veracruz, i den sydöstra delen av landet, 300 km öster om huvudstaden Mexico City. Joya de la Pita ligger 45 meter över havet och antalet invånare är 460.
Terrängen runt Joya de la Pita är platt, och sluttar österut. Runt Joya de la Pita är det ganska tätbefolkat, med 75 invånare per kvadratkilometer. Närmaste större samhälle är Nuevo Paso Nazareno, 17,7 km sydväst om Joya de la Pita. Omgivningarna runt Joya de la Pita är en mosaik av jordbruksmark och naturlig växtlighet.